# Luis Ibáñez de Lara y Escoto
Luis Ibáñez de Lara y Escoto (València, 1846 - 1923) fou un advocat i polític valencià, diputat i senador a les Corts Espanyoles durant la restauració borbònica.

## Biografia
Llicenciat en dret, es doctorà en dret canònic i civil i fou membre de la Joventut Catòlica de València, propietari de terres i gendre de José Justo Madramany Colomina. Com a defensor dels interessos agraris dels grans propietaris valencians, va ser president de la Federació Valenciana d'Agricultura i membre del sector més integrista del Partit Conservador, amb el que fou elegit diputat pel districte de Sueca a les eleccions generals espanyoles de 1896 i senador per la província de València el 1903-1904.